# 大韓国民航空社
大韓国民航空社（韓:대한국민항공사、英:Korean National Airlines）は、1946年に設立された、朝鮮及び韓国初の民間航空会社である。略称はKNA。

## 設立の経緯
大韓国民航空社は、慎鏞頊（シン・ヨンウク、愼鏞頊、신용욱、1901年 - 1961年7月16日）によって1946年に設立された。
慎鏞頊は全北高敞の富裕な家の生まれで、日本とアメリカで飛行機操縦を学んだ後、1929年に朝鮮飛行学校を設立し陸軍や海軍に進むパイロットの育成を行った。慎鏞頊は当時の朝鮮で航空会社を発展させる夢を持っており、1935年に朝鮮飛行学校を愼航空事業社と改称し、遊覧飛行や朝鮮総督府から依頼された漁群探知飛行を行った。1936年10月に朝鮮航空事業社と改称し、京城-裡里の定期運航を開始した。朝鮮航空事業社は、航空産業育成を意図する日本政府や朝鮮総督府の関心を集め、陸軍から航空機の払い下げを受けるなどして業容を拡大し、のちに海南島への朝鮮人徴用工派遣飛行や京城-福岡間の兵士輸送、兵器輸送などを行っている。太平洋戦争勃発に伴う飛行機徴用によって航空輸送事業は継続できなくなり、朝鮮航空事業社は事実上休業状態となった。慎鏞頊は戦中に朝鮮航空工業を設立して釜山で軍用機の生産を行っている。
1945年に朝鮮が連合国軍の占領下に入ると、日本同様に南朝鮮でも民間航空事業や航空機製造などを行う企業は解散を命じられたが、慎鏞頊はアメリカ軍政府と交渉して朝鮮航空工業で旧日本軍機の解体業務を受注し、さらに朝鮮航空事業社を存続させ、1946年3月1日に社名を大韓国民航空社へ改めた。そして1948年に株式会社化し、韓国独立後の1948年10月30日に、ソウルから釜山へ最初の旅客便を就航させた。これを記念して、韓国では10月30日を「航空の日」として祝日としている。

## 経営悪化と終焉

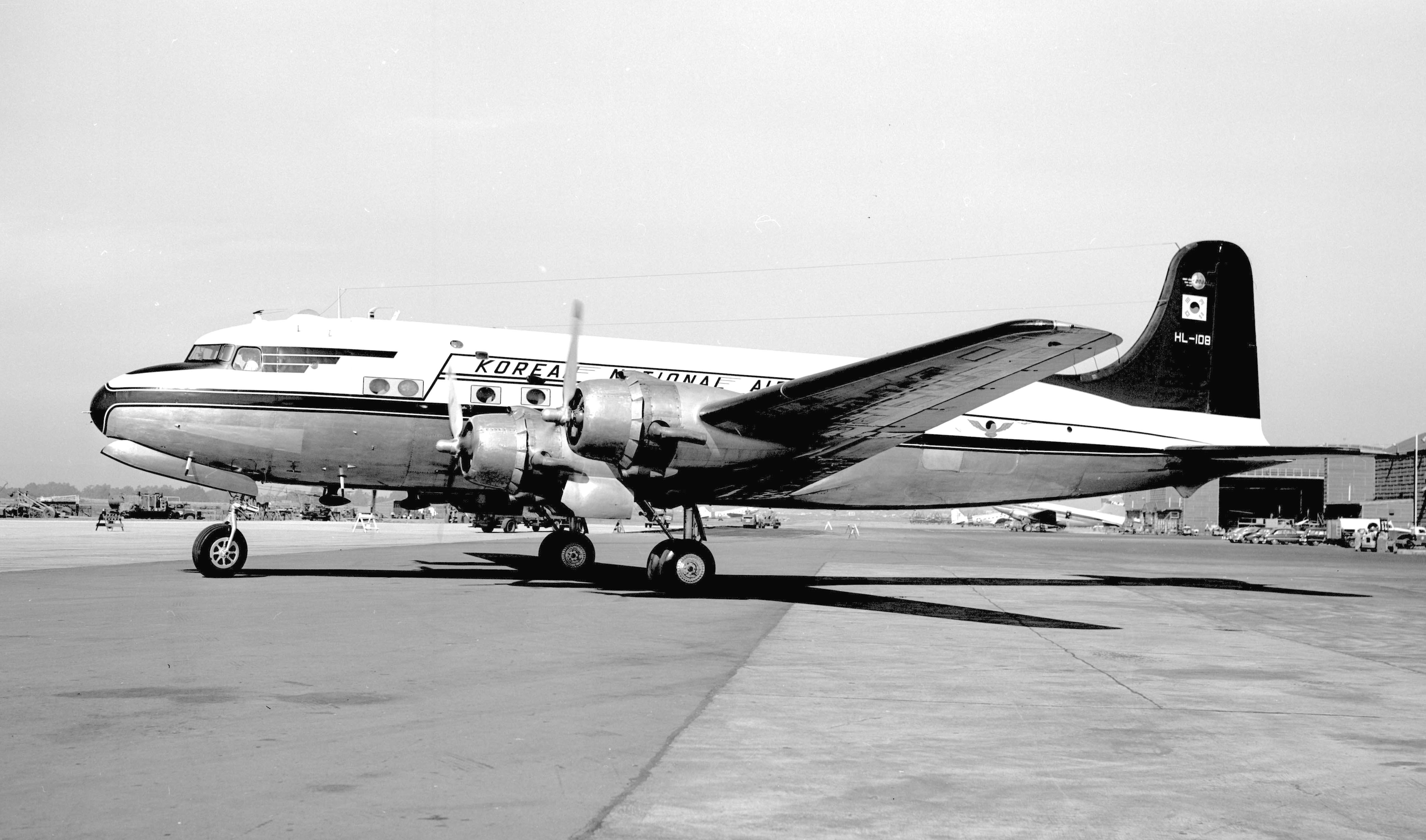
ダグラス DC-4（1953年撮影）

初就航の直後、1949年に慎鏞頊は、大韓民国制憲議会内に設立された反民族行為特別調査委員会により、日本軍との密接な関係や朝鮮航空工業での軍用機製造などの「親日行為」を疑われ逮捕されている。しかし、これらは「日本軍による強要により行わざるを得なかったもの」とされて不起訴処分となった。朝鮮戦争が勃発すると、大韓国民航空は機材を政府に徴発され運行できなくなった。だが、戦中に再度航空機を導入して運行を再開し、国内線だけでなく国際線にも進出した。慎鏞頊は事業の傍ら、大韓民国の第2代国会（1950年）と第3代国会（1954年）で国会議員を務めている。
KNAは台北経由香港線で国際線に進出したほか海外へのチャーター便運航も行った。さらノースウェスト航空が独占していた日本及びアメリカ合衆国への路線開設を目指したが、李承晩政権時の日本との関係悪化により日本路線は開設できず、韓米航空協定でアメリカ乗り入れが認められたものの機材調達に難航した。独立直後で資金がなく道路や鉄道が朝鮮戦争で破壊された韓国政府には航空産業育成の余裕がなく、フラッグキャリアを育成する政策や、航空会社の経営を支援する財政・税制上の政策にも欠けており、敗戦で航空会社を解散させられた日本や国共内戦でフラッグキャリアを喪失した台湾と違い韓国にはせっかく民間航空会社が残ったにもかかわらず生き残らせることができなかった。
KNAは需要の減少や通貨ウォンの暴落、更には滄浪号ハイジャック事件による機体の喪失によって経営難となった。この経営難によりアメリカへの定期路線は結局開設されることはなく、ハイジャック事件の影響で慎鏞頊は第4代国会（1958年）での選挙にも敗北し国会議員の地位を失った。
1960年には大統領選挙での不正をきっかけに四月革命が起こり李承晩政権が倒れたが、慎鏞頊は韓国銀行から融資された航空機調達資金を全額購入費に使わず、差額を不正蓄財したとして捜査を受けた。さらに、新政権は新規航空会社による参入を認めるようになり、後に大韓航空を経営することになる韓進グループを創業した趙重勲が「韓国航空」（Air Korea）を創業して1961年春から定期便に参入したことで過当競争が起こったことも経営に打撃となった。
1961年5月16日に5・16軍事クーデターが起こり、朴正煕少将が権力を握る国家再建最高会議（軍事政権）が誕生すると、腐敗一掃を掲げる軍事政権により慎鏞頊は不正蓄財により逮捕された。さらに、共倒れ状態にあったKNAと韓国航空の統合が軍事政権により進められることになり、創業者慎鏞頊は抵抗したが、経営難を苦に1961年8月末に漢江へ投身自殺した。
KNAは韓国航空の統合にあたり自社の負債の全額清算や全社員の雇用維持を要求したが軍事政権はこれを認めず、1962年には軍事政権はKNAを無視して国策会社の大韓航空公社（KAL）を設立し、外国路線への参入を政策的に支援してフラッグキャリアの育成をようやく開始した。一方KNAは税金も払えなくなり機材を国に差し押さえられ、1962年11月末をもって事業免許を取り消され、12月から大韓航空公社（KAL）が国内線への就航を開始した。
現在の大韓航空は1969年に、政府が大韓航空公社を韓進グループに売却して民営化したものであり、厳密にはKNAや韓国航空とは一切無関係な会社である。

## 使用機材
- ダグラス DC-3 3機（他に全日本空輸からのリース1機）
- ダグラス DC-4 1機（他に日本航空からのリース1機）
- ロッキードL-749コンステレーション 1機

## 運航路線
1957年の時刻表 によれば、以下の都市へ就航していた。発着空港については括弧内のリンクを参照のこと。

### 国際線
- ソウル(金浦空港) - 香港(啓徳空港、1998年のチェクラップコク国際空港開港に伴い閉鎖)

### 国内線
- ソウル(金浦空港) - 釜山(釜山飛行場、1976年に金海空港開港に伴い閉鎖)
- ソウル(金浦空港) - 江陵(江陵空港、2002年の襄陽空港の開港に伴い民間機の扱い取りやめ)
- ソウル(金浦空港) - 光州(光州空港)

創業当時の広告 によれば、前述の都市に加えて、以下の都市に就航していた。
- ソウル(金浦空港) - 大邱(大邱空港)